# Flores Buenos Aires
Club Atlético de Flores – argentyński klub piłkarski z siedzibą w Buenos Aires, rozwiązany w 1907 roku.

## Osiągnięcia
- Wicemistrz Argentyny (2): 1893, 1896

## Historia
Klub założony został w 1893 roku pod nazwą Flores Athletic Club. W tym samym roku klub wziął udział w drugich (oficjalnie pierwszych) w dziejach mistrzostwach Argentyny i zdobył tytuł wicemistrza. W następnych dwóch sezonach było 3. miejsce, po czym w 1896 roku Flores Athletic po raz drugi został wicemistrzem Argentyny. W 1897 klub zajął 4. miejsce i pozbawiony został prawa gry w pierwszej lidze.
W 1902 roku nazwa klubu została zmieniona na Club Atlético de Flores, choć zdaniem niektórych na bazie klubu Flores AC założono nowy klub. Klub pod nową nazwą uzyskał awans do pierwszej ligi, gdzie w 1903 roku zajął ostatnie, 6. miejsce, i spadł z ligi. Był to ostatni występ klubu Flores w najwyższej lidze Argentyny.
W 1907 roku klub Flores został rozwiązany.